# Selection (Roman)
Selection (englischer Originaltitel: The Selection) ist ein Jugendroman von Kiera Cass und das erste Buch der Selection-Pentalogie. Das Buch wurde erstmals im April 2012 im HarperTeen Verlag veröffentlicht. Die deutsche Übersetzung von Angela Stein erschien im Februar 2013.

## Setting
In einer dystopischen, märchenhaften Zukunftsvision nach dem vierten Weltkrieg ist die Gesellschaft des im ehemaligen Amerika liegenden Landes Illéa in Kasten eingeteilt. Die höchste Kaste, bezeichnet mit der Zahl Eins, ist dabei für die königliche Familie reserviert, die niedrigste Kaste für Arbeitslose, Waisenkinder und Behinderte. Die Kasten bestimmen den gesellschaftlichen Status der Personen und bestimmen, welche Arbeiten verrichtet werden dürfen.
Ein Aufstieg oder Abstieg der Kasten ist durch Heirat und auf königlichen Befehl möglich. Dabei richtet sich die Kastenordnung vornehmlich nach der männlichen Seite, sollten Mädchen einen Ehemann finden, der einer höheren Kaste angehört, steigen sie durch die Heirat automatisch in dieselbe Kaste auf; sollte der Ehemann einer niedrigeren Kaste angehören, so steigt die Braut ab. Ein Ziel vieler Familien niedrigerer Kasten ist es daher, ihre Töchter möglichst günstig mit Männer aus höheren Kasten zu verheiraten, um ihnen ein besseres Leben zu ermöglichen. Denn auch wenn es nicht festgesetzt ist, so richtet sich der Wohlstand des Individuums durchaus nach der Kaste, was auch daran liegt, dass die profitablen Berufe nur den Mitgliedern höherer Kasten vorbehalten sind. Eine Ausnahme dieser inoffiziellen Regelung bietet sich nur für erfolgreiche Mitglieder der unteren Kasten, die sich die Angehörigkeit einer höheren Kaste erkaufen können.

## Die Kasten
- Eins – königliche Familie
- Zwei – Berühmtheiten: Models, Schauspielerinnen, Sportler und Militärangehörige
- Drei – Akademiker: Erfinder, Lehrer, Philosophen, Wissenschaftler, Zahn-, Tier- und normale Ärzte, Architekten, Bibliothekare, Ingenieure, Therapeuten/Psychologen, Regisseure, Musikproduzenten, Anwälte, Schriftsteller
- Vier – Geschäftsleute: darunter Juweliere, Immobilien- und Versicherungsmakler, Küchenchefs, Bauleiter, Bauern, Fabrikarbeiter
- Fünf – Künstler: einschließlich Bühnenschauspieler, Sänger, klassische Musiker, Tänzer, Maler, Fotografen, Zirkusartisten
- Sechs – Arbeitnehmer, dazu zählen Sekretärinnen, Kellner, Haushälterinnen, Näherinnen, Ladengehilfen, Köche, Fahrer, Bedienstete im Königshaus
- Sieben – Handwerker: Gärtner, Bauarbeiter, Landarbeiter, Rinnen- und Poolreiniger
- Acht – Arbeitslose: Waisenkinder, Behinderte und Kranke, Obdachlose[1]

## Handlung Teil 1
America Singer, eine der fünften Kaste angehörende Geigenspielerin und Sängerin, lebt mit ihren Eltern sowie ihren jüngeren Geschwistern in Illéa. Auch wenn ihre Familie nicht reich ist, können sie sich doch recht gut über Wasser halten. Die finanzielle Lage der Familie reicht aus, um eine benachbarte Familie, die der sechsten Kaste angehört, zu unterstützen. Mit dem Sohn dieser Familie führt America eine geheime Liebesbeziehung. Auch wenn America Aspen gerne heiraten würde, zögert dieser aus Angst, America ein schlechteres Leben zu geben, als sie bislang hat. Eine Heirat würde für America die Herabstufung in die sechste Kaste bedeuten.
Als der Prinz von Illéa, Maxon Schreave, neunzehn wird, beginnt die traditionelle Selection. Diese bezeichnet einen Auswahlprozess für seine zukünftige Braut und später auch Königin. Unabhängig von der Kastenangehörigkeit kann sich jedes Mädchen zwischen sechzehn bis zwanzig auf einen Lostopf bewerben, aus dem dann nach dem Prinzip des Zufalls fünfunddreißig Mädchen gezogen werden. Die erwählten Mädchen leben fortan gemeinsam im Palast und konkurrieren um die Hand des Prinzen sowie um die Krone.
Nach einem Streit zwischen Aspen und America beendet Aspen die Beziehung, da er sich aufgrund seiner finanziellen Umstände nicht in der Lage fühlt, für America sorgen zu können. Daraufhin gibt America dem Druck ihrer Familie nach und schreibt sie sich für die Selection ein. Vor allem ihre Mutter unterstützt dies, da sie gute Chancen für ihre hübsche Tochter sieht, das Herz des Prinzen zu erobern und so die ganze Familie in die erste Kaste aufsteigen zu lassen.
Im Palast angekommen, fühlt sich America eingesperrt und alleine gelassen. Am ersten Abend versucht sie deshalb panisch in die Gärten des Palasts zu gelangen, was ihr aber von der Palastwache unterboten wird. Wie der Zufall es möchte, hört der Prinz das Gespräch zwischen America und der Palastwache und gibt ihr die Erlaubnis, die Gärten zu betreten. Er versucht, America zu trösten und ihr das Gefühl zu geben, im Palast willkommen zu sein. Dabei bezeichnet er sie immer wieder mit „meine Liebe“, einem Kosenamen, der die noch immer Aspen nachhängende America in Rage bringt. In Tränen aufgelöst behandelt sie den Prinzen nicht mit dem Respekt, der ihm gebührt.
America erhielt durch ihren Gartenbesuch die Möglichkeit, als Erste mit dem Prinzen zu sprechen und ihn mit ihrer Widerspenstigkeit von sich zu überzeugen. So beschließt der Prinz am nächsten Morgen, als er noch vor dem Frühstück einen Großteil der Mädchen auf Basis der ersten Eindrucks wieder nach Hause schickt, America im Palast zu behalten. America ist damit die einzige Fünf, die noch im Palast verbleibt.
Hier macht sich America schnell Freunde (Marlee Tames), aber auch Feinde (Celeste Newsome). Ihre einzigartige Persönlichkeit wird von Prinz Maxon entdeckt, aber sie macht deutlich, dass sie kein Interesse an einer Heirat hat. Maxon ist davon sehr getroffen, ist America doch die erste Bewerberin, die er küsst und diejenige, in die er sich verliebt hat. Trotzdem möchte America im Palast verbleiben, da zu Hause Aspen auf sie wartet und sie sich nicht in der Lage fühlt, ihm entgegenzutreten, und da ihre Familie großzügige finanzielle Unterstützung vom Palast bekommt, solange sie noch im Rennen ist. Maxon und America gehen darauf einen Deal ein: America darf im Palast verbleiben und berät ihn im Gegenzug, was die anderen Bewerberinnen angeht.
Im Laufe der Zeit kommen America und Maxon einander näher und werden Freunde. Obwohl America Aspen noch immer liebt, merkt sie, dass sie auch dem Prinzen gegenüber nicht gleichgültig sein kann. Dieser scheint ganz anders zu sein, als sie sich es vorgestellt hat; er verurteilt sie nicht an ihrer Herkunft, sondern bewundert sie eher für ihren Überlebenswillen.
Neben der sich entwickelnden Romanze ergibt sich ein zweiter Nebenplot. Immer wieder attackieren Rebellen, die sich gegen das monarchische Regime auflehnen, den Palast.
Aufgrund der wiederholten Rebellenattacken verlassen einige Mädchen aus Angst den Palast. Als die Konkurrenz immer stärker wird, bemerkt America, dass sie eifersüchtig auf die anderen Mädchen ist, wenn diese Zeit mit Maxon verbringen. In diesem Konflikt der Gefühle tritt Aspen erneut auf, der, nachdem er für den Militärdienst eingezogen wurde, als neuer Wachposten im Palast arbeitet. Entgegen dem Verbot, während der Zeit im Palast andere Beziehungen außer zum Prinzen zu haben, trifft sie sich immer wieder mit Aspen. Dieser ist nun als Palastwache in die zweite Kaste aufgestiegen, sodass er sich nun in der Lage fühlt, America heiraten und für sie sorgen zu können. Für America ist die Lage nicht einfach, da ihre zwei großen Lieben heimlich um sie konkurrieren.
Nach einem weiteren, sehr aggressiven Rebellenangriff beschließt Maxon, die Zahl der übrigen Mädchen auf sechs zu reduzieren. Damit eröffnet er die nächste Phase des Wettbewerbs, in dem nur noch die sogenannte Elite im Palast verbleibt. America ist unter diesen sechs, da Maxon hofft, sie doch noch für ihn gewinnen zu können. Er weiß, dass America mit gebrochenem Herzen im Palast eintraf und möchte ihr Zeit geben, sich davon zu erholen. Auch wenn er nicht weiß, dass Aspen Americas Liebhaber vor der Selection war und sich damit seine Chancen, sie für ihn zu gewinnen drastisch verringert haben, beschließt er, auch den anderen Mädchen eine Chance zu geben. Da America nun Teil der Elite ist und merkt, dass sie um Maxon kämpfen muss, beschließt sie, ihre romantische Beziehung zu  Aspen einzustellen. Aspen lässt sich jedoch nicht so leicht abtun, denn er beschließt, um America zu kämpfen.

## Rezension
Publishers Weekly gab dem Buch eine positive Rezension und lobte die Figur der America. Auch School Library Journal, MTV und Booklist vergaben positive Rezensionen, wogegen Kirkus Reviews den Roman scharf kritisierte.
Der AV Club vergab eine überwiegend positive Rezension mit der Bemerkung, dass es eine Art „Abklatsch“ von Die Tribute von Panem sei, aber zumindest unterhaltsam, außerdem  erinnere die Geschichte ein wenig an den Bachelor.

## Handlung Teil 2-Die Elite
America hat es geschafft: sie ist eine der sechs Finalistinnen im Prinzessinnen-Casting von Illeá. Es sieht sogar so aus, als wäre sie die Favoritin von Prinz Maxon. Doch gerade als sie sich für ihn und das schwere Amt der Prinzessin entscheiden will, geht auf einmal alles schief. Maxon scheint doch nicht der Mann zu sein, für den sie ihn gehalten hat und immer mehr zeigt sich, dass America noch lange nicht bereit ist für das höfische Leben und seine Fallstricke. Wem kann sie vertrauen? Was suchen die Rebellen, die immer wieder in den Palast eindringen? Und wem gehört nun ihr Herz: Aspen oder Maxon?

## Handlung Teil 3-Der Erwählte
35 perfekte Mädchen waren angetreten. Nun geht das Casting in die letzte Runde: Vier Mädchen träumen von der Krone Illeás und einer Märchenhochzeit. America ist noch immer die Favoritin von Prinz Maxon, doch auch ihre Jugendliebe Aspen umwirbt sie noch immer heftig. Sie zögert, denn sie liebt beide. Doch jetzt ist der Moment der Entscheidung gekommen: America hat ihr Herz vergeben, mit allen Konsequenzen. Komme, was wolle …

## Rezension - Selection, Der Erwählte
Das Nachrichtenmagazin Der Spiegel veröffentlichte, nachdem sich Kiera Cass Roman auf den ersten Platz der Spiegel-Bestsellerliste vorarbeitete, einen Artikel namens „Unterwerfung für Mädchen“. In diesem kritisierten die Autoren, dass das von Kiera Cass präsentierte Frauenbild altmodisch und die Traumwelt im Palast eigentlich für eine ungerechte, ungleiche und unmoderne Gesellschaft stünde. Die Rezension schloss damit, das Buch als eine guilty pleasure Lektüre zu nehmen und sich an den fantasievollen, teilweise über Seiten ausschweifenden Beschreibungen der Kleider zu erfreuen.

## Handlung Teil 4-Die Kronprinzessin
In diesem Buch geht es um Eadlyn Schreave, die Älteste der Kinder von Maxon und America. Sie soll den Thron besteigen, aber nicht allein. Da sie mit Jungs nicht ganz so viele Kontakte hat, überreden ihre Eltern sie dazu, dass sie ein Casting veranstalten soll, um das Volk glücklich zu machen. Sie zieht von einer Vielzahl an Bewerbern 35 heraus. Leider ist auch Kile Woodwork (Sohn von Marlee und Carter Woodwork) einer der gezogenen Kandidaten. Sie kennt ihn schon von klein auf und kann ihn nicht besonders leiden, was ihm aber genauso geht. Da Eadlyn ein sehr kühler Mensch ist, glaubt sie nicht an die Liebe und versucht vor ihrem männlichen Besuch überaus verschlossen zu wirken. Bis Kile irgendwann bei einem arrangierten Date ihre Aufmerksamkeit gewinnt und er ihr sozusagen hilft, das alles durchzustehen. Durch die Bindung mit Kile fällt ihr auf, dass die Männer zum Teil ziemlich nett sind. So baut sie auch eine engere Bindung zu dem aus Swendway stammenden Henri Jaakoppi auf. Einziges Problem: Henri spricht ausschließlich Finnisch, weshalb eine Kommunikation nur über seinen Übersetzer Erik funktioniert. Alles läuft gut und nach und nach schickt sie die Männer nach Hause, die sich immer höflich für ihre Ehrlichkeit bedanken und gehen, bis eines Tages Eadlyns Bruder mit seiner geliebten Camille einfach abhaut und nur einen Brief hinterlässt, in welchem steht, dass er Camille heiraten wird. Eadlyn bricht zusammen, sie fühlt sich allein. Ahren war der einzige, dem sie vollkommen vertrauen konnte, ihr bester Freund und doch ihr Bruder. Erst abends bekommt sie mit, dass ihre Mutter einen Herzinfarkt hatte und in Lebensgefahr schwebt. Sie läuft so schnell sie kann zum Krankenflügel und findet nur ihren in Tränen aufgelösten Vater. Sie hat ihn noch nie so erlebt und sie erkennt, dass die Hochzeit ihrer Eltern nicht Zwang, sondern Liebe war. Aber dass schlimmste für sie ist, dass sie in der Zeit des Castings zu ihrer Mutter nicht besonders nett war. Sie weiß nicht, was sie ohne ihre Mutter oder Ahren, obwohl sie ihn gerade hasst, machen soll.

## Handlung Teil 5-Die Krone
Viermal schon hat uns Kiera Cass in das Königreich Illeá mitgenommen, auf die Suche nach der einen großen Liebe. Nun heißt es Abschied nehmen.
Als das Casting begann, war Eadlyn wild entschlossen, sich nicht zu verlieben und keinen der Bewerber an sich heranzulassen. Doch heimlich mogelten sich fünf davon doch in ihr Herz: Henri, der charmante Thronfolger, und sein Übersetzer Erik. Der aufmerksame und rücksichtsvolle Hale. Der selbstsichere und attraktive Ean. Und natürlich Kile, Eadlyns Lieblingsfeind aus Sandkastenzeiten, der sie ärgerlicherweise immer wieder aus der Reserve lockt.
Am Ende des Castings wird Eadlyn trotz all ihrer Vorsätze ihr Herz verloren haben.

## Kurz Info zu Kiera Cass
Kiera Cass wurde in South Carolina, USA, geboren und lebt heute mit ihrem Mann und ihren zwei Kindern in Virginia. Die Idee zu den ›Selection‹-Romanen kam ihr, als sie darüber nachdachte, ob Aschenputtel den Prinzen wirklich heiraten wollte – oder ob ein freier Abend und ein wunderschönes Kleid nicht auch gereicht hätten ...
Mit ihren ›Selection‹-Romanen hat es Kiera Cass weltweit auf die Bestseller-Listen geschafft.

## Filmadaption und Fernsehserie
2012 kündigte Cass an, dass CW die Filmrechte der Serie erworben habe, um die Bücher als Fernsehserie zu verfilmen. In der Serie hätte Aimee Teegarden die Rolle der America Singer übernommen und ein Pilotfilm wurde gedreht. Die Serie erhielt jedoch kein grünes Licht. Ein zweiter Pilotfilm mit Yael Grobglas in der Hauptrolle wurde CW vorgelegt, aber wurde ebenfalls abgelehnt.
Im April 2015 wurde bekanntgegeben, dass Warner Bros. die Filmrechte des Buchs erworben hat. Denise Di Novi und Alison Greenspan von DiNovi Pictures’ werden neben Pouya Shahbazian als Produzenten an dem Film arbeiten. Katie Lovejoy wird das Drehbuch schreiben.